# Malacatiupán

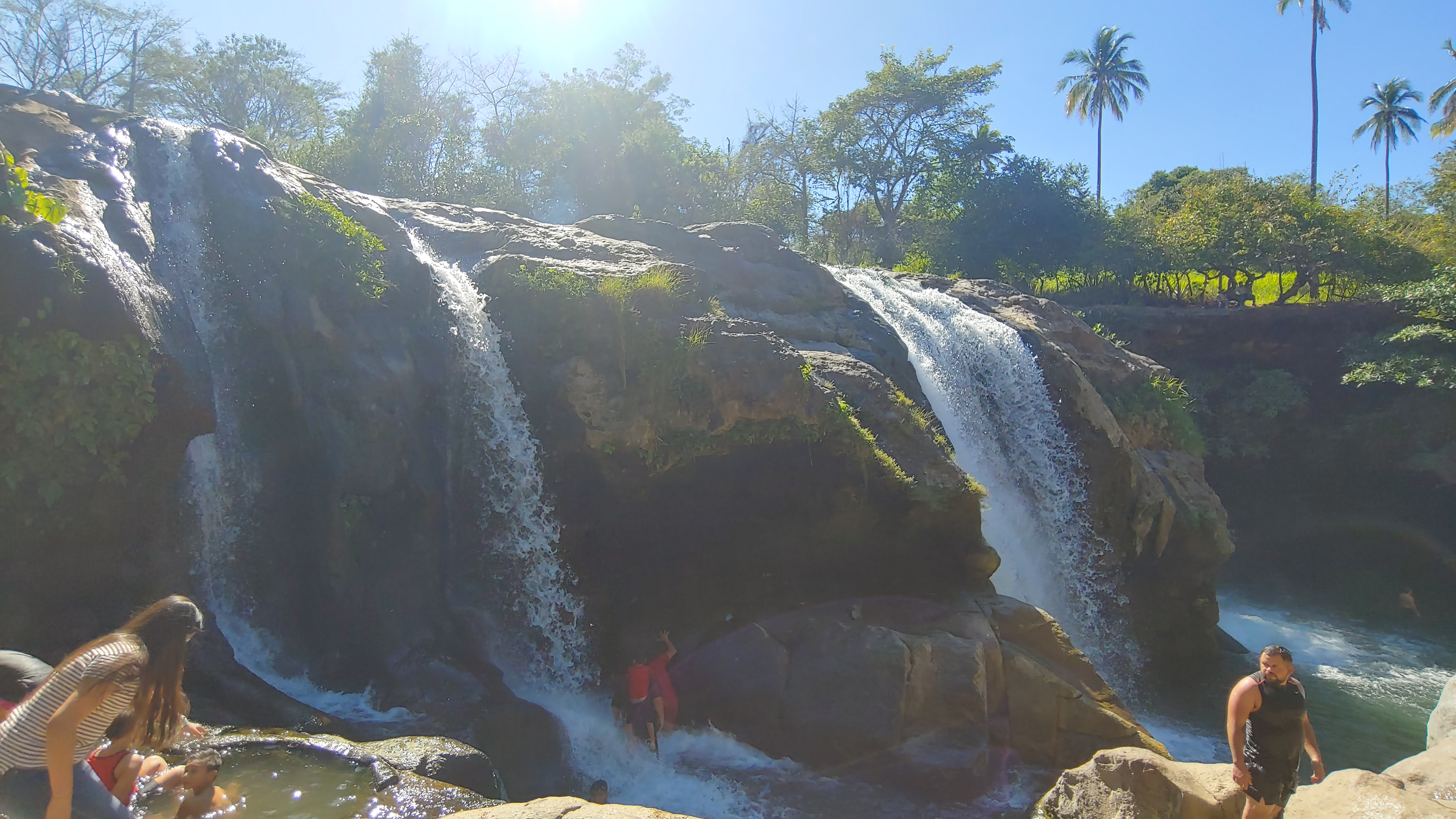
Vista de las Cascadas 1 y 2

El Salto de Malacatiupán es una cascada de agua termal ubicada en el municipio de Atiquizaya, en el departamento de Ahuachapán, en El Salvador. Malacatiupán es una palabra de origen nahuat que significa: (Templo Redondo).

## Origen del Nombre y ubicación
Ubicada en el Occidente de El Salvador a 5 kilómetros de Atiquizaya, y 92 kilómetros sobre de San Salvador sobre la antigua Calle Real que conducía a Guatemala, Atiquizaya es un municipio famoso por los ríos y nacimientos que están en su territorio, por ello es conocido como la “ciudad de los manantiales”, cuenta con 28 manantiales de agua.
Malacatiupan, se cree que era un sitio donde los Pocomames hacían rituales. El significado de la palabra es templo redondo en lengua Náhuat, los lugareños lo llaman "El Salto" y la conjugación de ambos nombres da como (El Salto de Malacatiupan). Una peculiaridad del lugar es que la segunda y tercera cascada están divididas por una roca, cuya apariencia se asemeja al rostro de un mono.

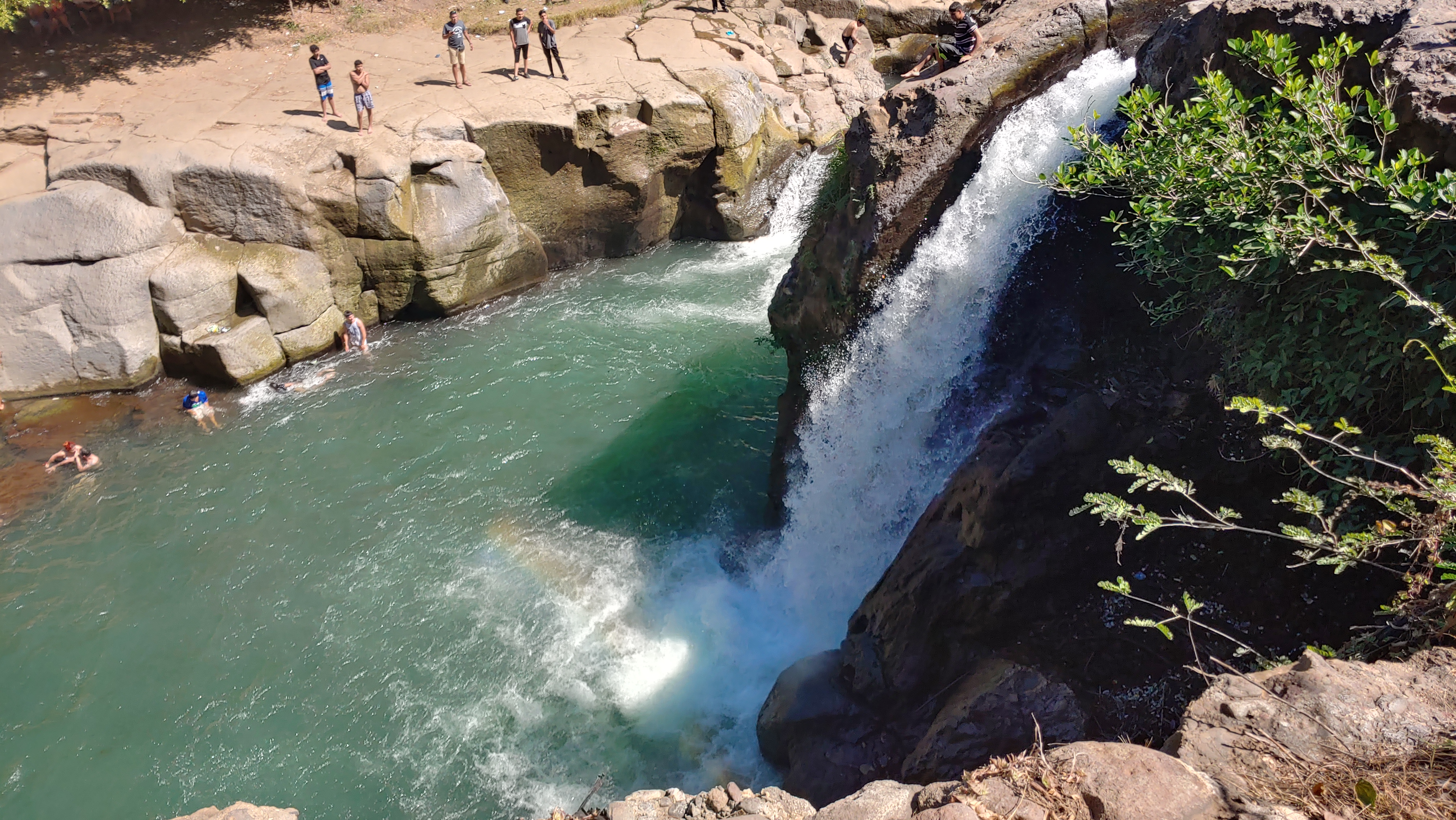
Vista de una de las Cascadas

## Turismo
El Salto de Malacatiupan su máximo atractivo son las tres cascadas de agua termal, situadas entre formaciones naturales de rocas y abundante vegetación, de aproximadamente 12 metros de altura cada una, que forman una poza con agua de color turquesa, el acceso al lugar es una calle de 5 kilómetros desde Atiquizaya partes pavimentadas y partes de balastro, las posas son un bello lugar de reposo y salud, donde se puede disfrutar de un relajante baño con agua termal a aproximadamente 35 °C
El “beso del agua” se da justo en este punto, pues es donde se encuentran las corrientes de los ríos de Agua Caliente y Quiroz; la temperatura del primero ronda los 70 °C, esto hace que sea imposible que las personas puedan disfrutar de un baño. Sin embargo, la temperatura del río Quiroz es extremadamente baja, la combinación de ambos caudales hace que la temperatura del agua sea de 30 °C a 35 °C, por ello resultan tan agradables las aguas del Salto de Malacatiupán.
El “Puente Viejo” es una estructura de tierra y ladrillos que data desde 1800, según Arévalo. En esa época sirvió de punto de intercambio de productos entre Guatemala y El Salvador. Ahora es poco transitado por personas y uno de sus extremos ha sido dañado por las inclemencias del tiempo. Sin embargo, conserva su belleza y diseño único, pues a diferencia de la mayoría de puentes que son rectos, las bases de este forman una circunferencia que es interrumpida por el caudal del río.
El lugar no cuenta con ningún tipo de servicios básicos, se recomienda llevar comida y también una bolsa para recoger la basura y cuidar el medio ambiente, el costo del parque es de 2 dólares y la entrada por persona es gratis.
Cómo llegar: ruta de bus 202, luego se contrata un mototaxi que cobra 2 dólares por persona para llevarlo al lugar, en carro se llega al parque central y se busca la calle al Salto de Malacatiupan.
Un lugar ideal para hacer turismo rural, pues se camina por senderos y la vegetación es abundante. Hasta la fecha no hay construcciones o modificaciones hechas por el humano, todo el lugar conserva su belleza natural.